# Șaru Dornei, Suceava
Șaru Dornei este un sat în comuna cu același nume din județul Suceava, Moldova, România.